# Team Freedom
Il Team Freedom è una franchigia pallavolistica maschile statunitense, con sede a Fairfield (New Jersey): milita in NVA.

## Storia
Il Team Freedom viene formato nel 2013, affiliandosi alla NVA nel novembre 2019. Partecipa al suo primo torneo in occasione dello NVA Showcase 2020.

## Rosa 2023
| N° | Nome                | Ruolo | Data di nascita  | Nazionalità sportiva |
| -- | ------------------- | ----- | ---------------- | -------------------- |
| 1  | Samuel Schuldenberg | L     | 15 luglio 1999   | Stati Uniti          |
| 2  | Andrew Zaleck       | O     | 29 novembre 2000 | Stati Uniti          |
| 3  | Jacob Milnazik      | S     | 16 giugno 1998   | Stati Uniti          |
| 6  | Douglas Dzema       | C     | 23 maggio 1995   | Stati Uniti          |
| 7  | Timothy Ferriter    | S     | 27 agosto 1994   | Stati Uniti          |
| 9  | Chris Vaughan       | S     | 27 agosto 1993   | Stati Uniti          |
| 11 | Jared Ray           | S     | 12 gennaio 2001  | Stati Uniti          |
| 12 | Matthew Seifert     | C     | 11 dicembre 1992 | Stati Uniti          |
| 13 | Matthew Elias       | P     | 23 dicembre 1993 | Stati Uniti          |
| 14 | Ian Capp            | S     | 9 dicembre 1997  | Stati Uniti          |
| 15 | John Cunningham     | L     | 5 agosto 1992    | Stati Uniti          |
| 18 | Thomas Burrell      | C     | 4 luglio 1996    | Stati Uniti          |
| 20 | Matthew Buffum      | C     | 20 gennaio 1996  | Stati Uniti          |
| 21 | Derek Sullivan      | P     | 22 aprile 1994   | Stati Uniti          |
| 24 | Joseph Norman       | O     | 25 maggio 1994   | Stati Uniti          |